# Petit-Palais-et-Cornemps
Petit-Palais-et-Cornemps település Franciaországban, Gironde megyében. Lakosainak száma 738 fő (2022. január 1.). Petit-Palais-et-Cornemps Saint-Médard-de-Guizières, Lussac, Puynormand, Saint-Sauveur-de-Puynormand és Tayac községekkel határos.

## Népesség
A település népességének változása:
| Lakosok száma | 530  | 489  | 565  | 617  | 788  | 745  | 723  | 720  | 725  | 738  |
|               | 1968 | 1982 | 1990 | 2006 | 2013 | 2015 | 2017 | 2019 | 2020 | 2022 |